# O Anel de Morgoth
Morgoth's Ring (O Anel de Morgoth) é o título do décimo volume, de um total de doze, de A História da Terra-média, uma obra póstuma de  JRR Tolkien, trazendo análises e textos inéditos, com edição de seu filho Christopher Tolkien.

## Livro

### Visão geral
Este volume em conjunto com o posterior, "A Guerra das Jóias" (The War of The Jewels), oferece textos detalhados e comentários editoriais que pertencem à cosmologia de JRR Tolkien.Textos estes que eventualmente viriam a se tornar O Silmarillion . Este volume menciona alguns personagens excluídos em outros textos, incluindo Findis e Irimë, as filhas de Finwë, o primeiro Rei dos Noldor (o segundo clã dos elfos a despertar e seguir em jornada para Valinor).

### Título
O título deste volume vem de uma alegação de Tolkien em um dos seus textos: "Assim como Sauron reteve seu poder no Um Anel, Morgoth acrisolou seu poder na própria substância de Arda, assim toda a Terra-média era o Anel de Morgoth". (Just as Sauron concentrated his power in the One Ring, Morgoth dispersed his power into the very matter of Arda, thus the whole of Middle-earth was Morgoth's Ring") 
A página título de cada volume de "A História da Terra-média", exibe uma inscrição em caracteres Fëanorianos (Tengwar, um alfabeto inventado por Tolkien para os Altos-Elfos), escrito por Christopher Tolkien e descrevendo o conteúdo do livro. A inscrição no Volume X diz: "Neste livro são dados muitos dos últimos escritos de John Ronald Reuel Tolkien sobre a história dos Dias Antigos desde a Música dos Ainur até o Esconderijo de Valinor;  aqui muito é dito sobre o Sol e a Lua; dos imortais Eldar e da morte dos Atani; do início dos orques e do poder maligno de Melkor, também chamado de Morgoth, o Inimigo Negro do Mundo." 

### Conteúdo
O Anel de Morgoth apresenta materiais originais e comentários editoriais sobre o seguinte:
- Revisões posteriores de O Silmarillion, mostrando a extrema revisitação e reescrita de Tolkien de suas lendas.
- Os Anais de Aman — a história do mundo desde a entrada dos Valar em Arda até o Ocultamento de Valinor após a revolta e exílio dos Noldor. É escrito através de entradas ano a ano de tamanhos variados, muito parecido com os anais do mundo real. Tolkien atribui o trabalho ao mestre de linguistica e tradição Noldorin, Rúmil de Tirion.  De acordo com o segundo texto datilografado, os Exilados Noldorin na Terra-média contaram Os Anais de Aman aos habitantes de Númenor, a partir de Númenor os Anais chegaram aos reinos de Arnor e Gondor.  Tolkien escreveu Os Anais de Aman após a conclusão de O Senhor dos Anéis. Existem três versões existentes do texto, incluindo um manuscrito cuidadosamente corrigido, um texto datilografado e sua cópia carbono, cada um apresentando diferentes correções e notas, e um texto datilografado das seções anteriores do texto que é diferente do texto datilografado anterior. Christopher Tolkien supõe que o primeiro texto datilografado foi composto em 1958.  Uma reelaboração da primeira versão dos Anais de Valinor (que era o título provisório do manuscrito; publicado em A Formação da Terra-média) e conectado intimamente com a narrativa do incompleto "Quenta Silmarillion" (1937), Os Anais de Aman passa de um estilo narrativo comprimido para um relato mais completo dos eventos da cronologia.
- "Leis e Costumes entre os Eldar" — vários ensaios e lendas sobre os Eldar ( Elfos ), particularmente seus costumes de acasalamento e nomeação, e suas concepções de fëa (alma) e hröa (corpo).
- "Athrabeth Finrod ah Andreth" — Uma discussão entre dois personagens, Finrod Felagund, um rei élfico, e Andreth, uma mulher mortal, sobre a tragédia da morte e da imortalidade, e as maneiras pelas quais elfos e homens sofrem suas diferentes tristezas;  e sobre a cura da morte pela Ressurreição e a Encarnação, que Tolkien aqui sugere, mas depois decidiu não trazer para seu legendarium.
- "Tale of Adanel" - a versão da Terra-média da Queda, anexada a "Athrabeth".
- "Mitos Transformados" — vários fragmentos sobre Morgoth, Sauron e o problema da origem dos Orques. Esta seção, que propõe soluções inconsistentes para o problema, é frequentemente citada nas discussões do legendarium de Tolkien e representa as visões evoluídas posteriormente do autor sobre alguns tópicos centrais.[3]